# مقاطعة غاليا (أوهايو)
مقاطعة غاليا (بالإنجليزية: Gallia County)‏ هي إحدى مقاطعات ولاية أوهايو في الولايات المتحدة الأمريكية.

## أعلام
- ميرلين أونيل
- جوزيف بيري برادبري